# Ситов Іван Микитович
Іван Микитович Ситов (1916–1943) — льотчик-ас, заступник командира ескадрильї 5-го гвардійського винищувального авіаційного полку 207-ї винищувальної авіаційної дивізії 3-го змішаного авіаційного корпусу 17-ї повітряної армії, учасник Німецько-радянської війни, Герой Радянського Союзу. На момент присвоєння звання Героя — гвардії лейтенант.

## Біографія
Народився 13 червня 1916 року в селі Липівка (нині Базарно-Карабулацького району Саратовської області). Член ВКП(б) із 1943 року. У 1931 році, після смерті батька, переїхав до Астрахані. Закінчив школу фабрично-заводського учнівства, працював токарем на заводі, одночасно навчався в аероклубі.
У Червоній армії з 26 грудня 1938 року. У 1940 році закінчив 7-му Сталінградську військово-авіаційну школу льотчиків. Служив у ній льотчиком-інструктором. У роки Німецько-радянської війни — з 19 листопада 1942 по жовтень 1943 — воював на Південно-Західному фронті. Брав участь у Сталінградській битві та звільненні Лівобережної України. Був льотчиком, командиром ланки, заступником командира ескадрильї.
Указом Президії Верховної Ради СРСР від 8 вересня 1943 року за 150 успішних бойових вильоти і 19 особисто збитих літаків противника і виявлені при цьому мужність і високу льотну майстерність гвардії лейтенанту Ситову Івану Микитовичу присвоєно звання Героя Радянського Союзу з врученням ордена Леніна та медалі «Золота Зірка». 16 жовтня 1943 року командир ескадрильї старший лейтенант І. М. Ситов загинув, виконавши таран винищувача супротивника.
До моменту загибелі видатного аса на його рахунку було 25 збитих особисто і 3 в групі літаків противника.
Похований у місті Запоріжжі на Капустяному цвинтарі. На могилі героя встановлено пам'ятник.

## Пам'ять
- Ім'ям Героя названо вулицю та школу в Запоріжжі.
- У селі Липівка встановлено меморіальну плиту, одну із вулиць села названо на честь Ситова, до 70-річчя Перемоги у травні 2015 року МБОУ «ЗОШ с. Липівка» була перейменована в МБОУ «ЗОШ імені Героя Радянського Союзу І. М. Ситова с. Липівка», 6 травня 2015 року в школі відбулася урочиста церемонія відкриття меморіальної дошки на згадку про Героя Радянського Союзу Ситова Івана Микитовича.

## Нагороди
Нагороджений орденами Леніна, Червоного Прапора, Вітчизняної війни І ступеня та медаллю «За оборону Сталінграда».